# Pero diana
Pero diana är en fjärilsart som beskrevs av Robert W. Poole 1987. Pero diana ingår i släktet Pero och familjen mätare. Inga underarter finns listade i Catalogue of Life.